# 円正寺
円正寺（えんしょうじ）は、埼玉県さいたま市南区の大字。郵便番号は336-0043。

## 地理
埼玉県さいたま市南区の東部に位置する。見沼代用水西縁東側は区画整理により道路が整備されている。住居表示は実施されておらず、南区内では数少ない大字の一つである。見沼代用水西縁に沿った東側の部分は大字太田窪となっているため、2つの地区は連続せずに飛地のようになっている。ここはかつて水田であった。また、川口市 柳崎 2、3丁目と入り組んでいる箇所があり、第二産業道路より東側に近年建てられた住宅は住所はさいたま市ではあるが、道路事情により建物への出入りは一度、柳崎3丁目に通らないと出入りが出来ない。
明花落を暗渠化した遊歩道が整備されている。縄文〜弥生期の遺跡である円正寺遺跡が地内に所在している。
円正寺という寺院は存在しておらず、通称「薬師堂」と呼ばれる墓地と無人のお堂（時折、集会所の代わりに使用）があるのみである。

## 歴史
江戸期は元禄年間より発足した武蔵国足立郡木崎領に属する円正寺村であった。
- 発足時は幕府領で以降変遷なし[6]。
- 幕末時点では足立郡円正寺村であった。明治初年の『旧高旧領取調帳』の記載によると、代官大竹左馬太郎支配所が管轄する幕府領であった[7]。
- 1868年（慶応4年）6月19日 - 武蔵知県事・山田政則（忍藩士）の管轄となる。
- 1869年（明治2年） 
  - 1月13日 - 武蔵知県事・宮原忠英の管轄区域に大宮県を設置。県庁は東京府馬喰町に置かれる。
  - 9月29日 - 県庁が浦和に置かれ浦和県に改称。
- 1871年（明治4年）11月13日 - 第1次府県統合により埼玉県の管轄となる。
- 1879年（明治12年）3月17日 - 郡区町村編制法により成立した北足立郡に属す。郡役所は浦和宿に設置。
- 1889年（明治22年）4月1日 - 町村制により北足立郡大谷場、太田窪、大谷口、広ヶ谷戸、円正寺と原山新田の五箇村一新田が合併し、谷田村成立[8][9]。谷田村の大字円正寺となった[6]。
- 1932年（昭和7年）4月1日 - 谷田村が木崎村（大字北袋を除く）と共に浦和町へ編入され[8][10]、浦和町の大字となる。
- 1934年（昭和9年）2月11日 - 市制が施行され、浦和市の大字となる。
- 19xx年 - 円正寺の飛び地（現在の善前南公園付近）を大字太田窪に編入。
- 2001年（平成13年）5月1日 - 浦和市が大宮市、与野市と合併しさいたま市となる。さいたま市の大字となる。
- 2003年（平成15年）4月1日 - さいたま市が政令指定都市移行による区制が敷かれたことから当地区は南区となる。

### 土地区画整理事業
- 見沼代用水西縁より東側の小字新田・後新田地区の区画整理は完成しているが、見沼代用水西縁より西側の小字山崎地区はほぼ未施工のままになっている。
- 区画整理後に行われる住居表示は未実施で、区画整理が完成した地区には新しい地番として500番台が使用されている。また区画整理が完成した地区内でも,区画整理施工前のままの地番を使用している区画も存在する[11]。

## 小字
見沼代用水西縁西側に「山崎」、大谷口排水路（遊歩道）を挟んで南側に「新田」、北側に「後新田」が使用されている。

## 世帯数と人口
2017年（平成29年）9月1日現在の世帯数と人口は以下の通りである。
| 大字   | 世帯数    | 人口    |
| ------ | --------- | ------- |
| 円正寺 | 1,066世帯 | 2,601人 |

## 小・中学校の学区
市立小・中学校に通う場合、学区（校区）は以下の通りとなる。
| 番地 | 小学校                 | 中学校                   |
| ---- | ---------------------- | ------------------------ |
| 全域 | さいたま市立善前小学校 | さいたま市立大谷口中学校 |

## 交通

### 路線バス
※「円正寺第一公園入口」バス停。円正寺バス停は名称と異なり所在地は大字太田窪にある。
- 国際興業バス
  - 南浦55「柳崎循環」
  - 南浦和駅東口 → 東台 → 円正寺→ 円正寺第一公園入口 →柳崎1丁目→円正寺 →東台 →南浦和駅東口
- さいたま市コミュニティバス（月～金曜日の平日のみ運行）
  - 武蔵浦和駅 西口 - 内谷中学校前 - 辻五反田 - 南浦和駅西口 - 大谷場小学校南 - 東台 - 円正寺 - 円正寺第一公園入口 -明花[13]

### 道路
- 埼玉県道1号さいたま川口線（第二産業道路）
- さいたま市道 都市計画道路 南浦和越谷線
- 円正寺緑道

## 施設
- 埼玉幼稚園
- ほりい保育園
- 円正寺不動尊
- 円正寺自治会館
- 円正寺第一公園
  - 元々は人工の貯水池として整備されたが、その後公園として再整備されている。地上より低い所に公園があり、大雨や大雪の後は一時的に閉園することがある[14]。

## 関連文献
- 「圓正寺村」『新編武蔵風土記稿』 巻ノ143足立郡ノ9、内務省地理局、1884年6月。NDLJP:763998/63。